# Geschichte der Stadt Meiningen
Dieser Artikel behandelt die Geschichte der Stadt Meiningen in Südthüringen von nachgewiesenen frühzeitlichen Siedlungen auf dem heutigen Gebiet der Stadt sowie von der ersten urkundlich erhaltenen Erwähnung bis zur Gegenwart.

## Vor der Ersterwähnung
Erste Spuren einer Besiedlung im Meininger Stadtgebiet konnten 2015 bei einer archäologischen Ausgrabung mitten im Altstadtviertel Töpfemarkt nachgewiesen werden. Hier fand man aus der Zeit des Endneolithikum Zeugnisse der Schnurkeramischen Kultur (2800–2200 v. Chr.). Im Schotter einer hochwassergeschützten Schwemmterrasse der Werra nahe einer Furt wurden unter mittelalterlichen Grundmauern Pfostengruben von Wohnhäusern, Keramikreste und Steingeräte aus der Jungsteinzeit entdeckt.
In der Bronze- und Eisenzeit waren das Grabfeld und das Werratal im Raum Meiningen von Kelten dicht besiedelt. Es wurden unter anderem frühkeltische Siedlungen bei Untermaßfeld (1970) und auf dem Gelände des Englischen Gartens in Meiningen (1861) nachgewiesen. Von der Zeitenwende bis zum 4. Jahrhundert war das Werratal so gut wie nicht bewohnt.
Erst ab dem 5. Jahrhundert ließen sich hier germanische Stämme nieder, deren Siedlungen die typischen Endungen „-ungen“ oder „-ingen“ aufwiesen. Die Namensherkunft von Meiningen kann man auf diese germanischen Stämme zurückführen. Im Frühmittelalter gehörte das obere Werratal um Meiningen zum Austrasien genannten Ostteil des Fränkischen Reichs. Nach 900 war es dann Teil vom Grabfeldgau im neugebildeten Herzogtum Franken.
Meiningen entstand so vermutlich im 6. oder 7. Jahrhundert im Zuge der Bildung des Fränkischen Reichs, die mit dem Schaffen von Handelsstraßen, Flussübergängen und Grenzmarken betrieben wurde. Ein Schnittpunkt zweier solcher Handelsstraßen und einer Furt befand sich am heutigen südlichen Ende der Altstadt an der Werra (Das Gebiet ist identisch mit der Siedlung aus der Jungsteinzeit, siehe oben.). Einer dieser Handelswege war die sogenannte Hohe Straße, die aus dem Raum Gotha über Schmalkalden und Meiningen nach Würzburg führte. Die andere Straße kam über Rohr und die „Hohe Maas“ aus dem Raum Erfurt. Weitere Furten durch die Werra existierten im Bereich des später so genannten „Unteren Rasen“, dem heutigen Volkshausplatz, und südlich vom heutigen Schloss Elisabethenburg, wo vorher eine Wasserburg aus dem 11. Jahrhundert stand. 2012 wurden dort bei Bauarbeiten hölzerne Pfahlgründungen aus einer Zeit weit vor dem Burgbau entdeckt. Weiter fand man 2011 bei archäologischen Ausgrabungen im Süden der Altstadt regelmäßig angelegte Gräber aus dem Frühmittelalter (zirka 8. Jahrhundert).
Die Entstehung von Meiningen spätestens im 7. Jahrhundert lässt sich wegen der Errichtung eines fränkischen Königshofes an diesem Ort, der germanischen Namensherkunft, Aufgrund neuer archäologischer Funde und der urkundlich nachweisbaren Funktion als Hauptort und Namensgeber der Meininger Mark (Meiningermarca), einer kleinen Verwaltungseinheit im Grabfeldgau des Frankenreiches, begründen.

## Ersterwähnung und Mittelalter

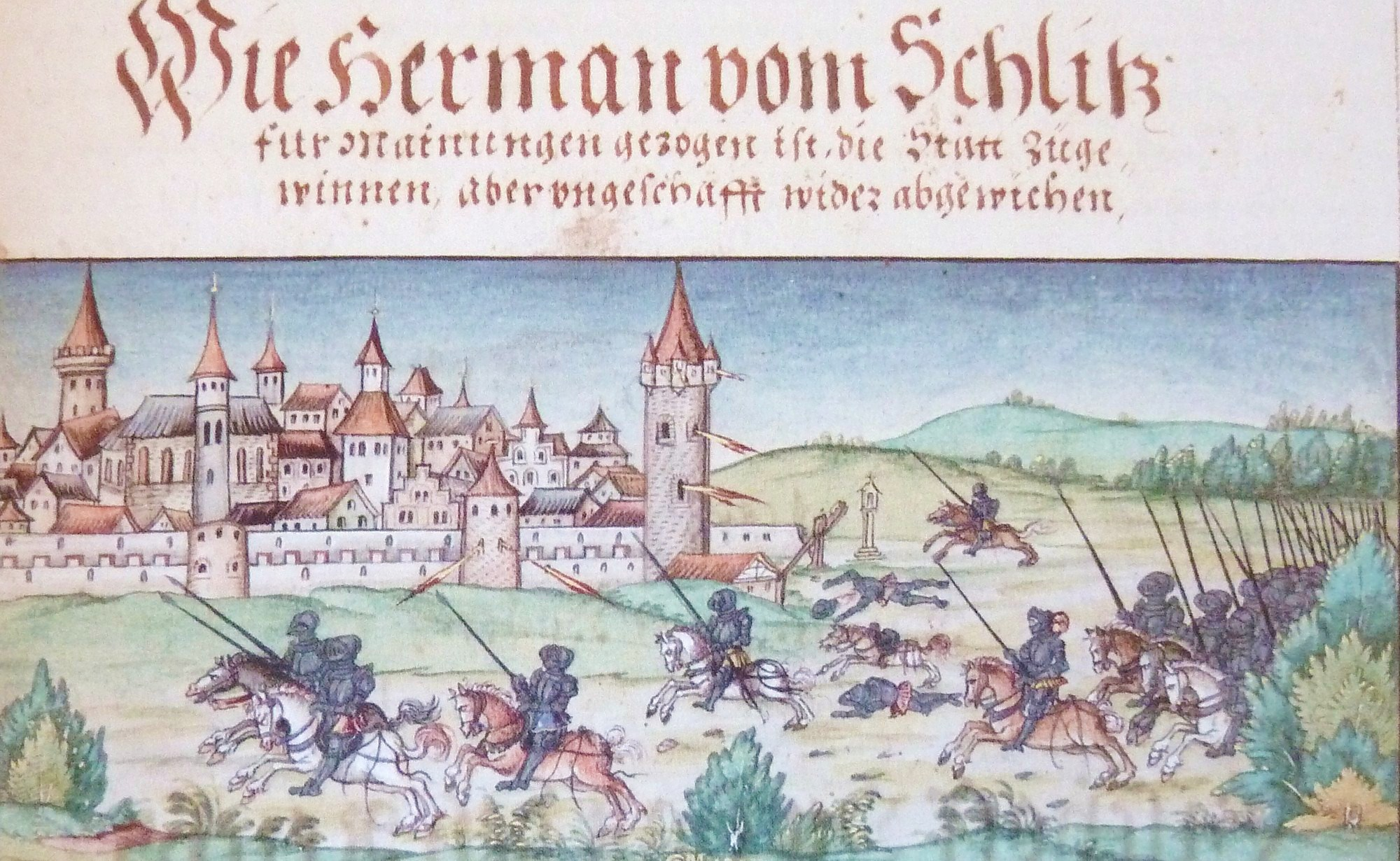
Ansicht von 1340

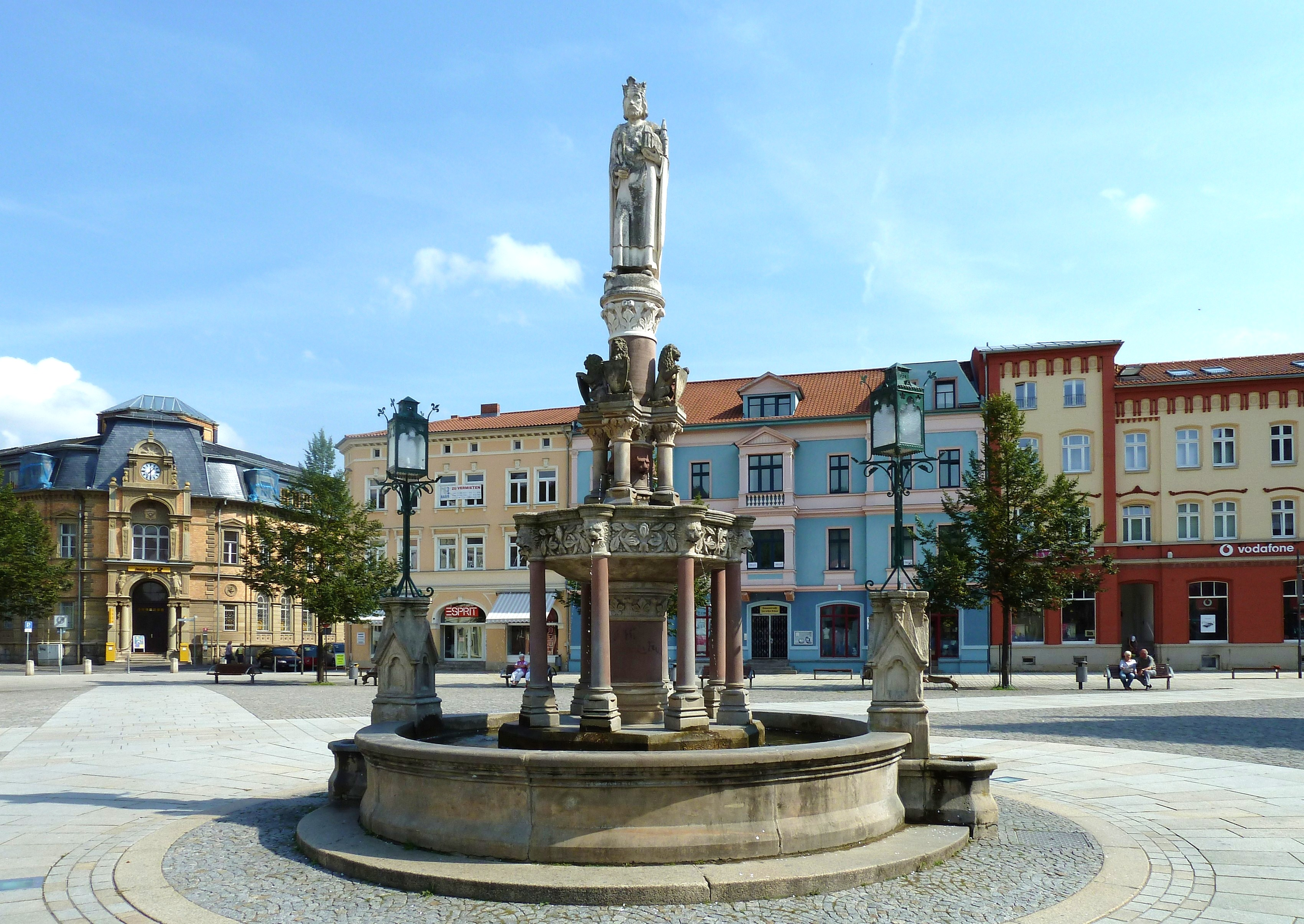
Heinrichsbrunnen mit der Statue von Heinrich II. auf dem Marktplatz

Kaiser Otto II. übergab am 1. Oktober 982 in Capua sein Königsgut „Meiningen in der Meininger Mark“ (Originalschrift: …in villis Meininga in Meiningermarca…) dem Stift „Peterskirche“ in Aschaffenburg. Nach aktuellen Erkenntnissen befanden sich Königsgut und Dorf Meiningen mit der Pfarrkirche „St. Martin“ nahe einer Furt durch die Werra im heutigen Süden der Meininger Altstadt. Einige Jahre später fiel Meiningen wieder an das Reich unter Kaiser Otto III. als Königsgut zurück. Meiningen gehörte zu dieser Zeit zum östlichen Grabfeldgau Grapfeld-Orientalis im Herzogtum Franken und war Hauptort einer Mark sowie Sitz einer Zehnt.
Um 1000 begann man mit der Errichtung einer Kirche, die bis heute nach einigen Umbauten als die Stadtkirche St. Marien besteht. Die urkundliche Ersterwähnung der Kirche erfolgte 1008. Durch steigende Bevölkerungszahlen, stetig wachsenden Handel und den Standort einer Zehnt, den die Bauern der Umgebung zur Entrichtung ihrer Steuern regelmäßig aufsuchen mussten, entstand neben der Kirche recht bald ein Markt, der sich in den nächsten Jahrzehnten zu einem Marktflecken entwickelte.
Als Entschädigung der Gebietsverluste infolge der Gründung des Bistums Bamberg übergab 1008 König Heinrich II. dem Hochstift Würzburg Meiningen neben weiteren Orten als Lehen („… in vico Meinungen …“). Dem Hochstift, das von den Bischöfen des Bistums Würzburg als Reichsfürsten beherrschte Territorium, gehörte Meiningen nun 534 Jahre lang mit einigen kurzen Unterbrechungen an. 1033 veranlasste Bischof Bruno bei einem Besuch den weiteren Ausbau der bis dahin in einfacher Form bestehenden Kirche. 1058 überließ Bischof Adalbero das Grabfeldgau und somit auch Meiningen der polnischen Königin Richeza, gelangten aber nach deren Tod 1063 wieder in den Besitz des Bistums. In dieser Zeit gingen die Pfarrrechte von der Kirche St. Martin zur Marienkirche über. 1067 herrschte wegen Missernten eine große Hungersnot im Ort. Mitte des 12. Jahrhunderts starben durch Seuchen und Wetterextremen zahlreiches Vieh sowie Vögel und Bienen. 1152 wütete die Pest in Meiningen, dem auch der damalige Amtmann Ruprecht zu Tann zum Opfer fiel. Im Jahr 1153 bekam der Ort durch den Landesherren mit der Gerichtsbarkeit das erste Stadtrecht verliehen, wurde aber nach bisherigen gesicherten Kenntnissen noch nicht als Stadt bezeichnet.
Im 11. Jahrhundert errichteten die Würzburger zum Schutz der Marktsiedlung als Wasserburg die Burg Meiningen am Ort des heutigen Schlosses Elisabethenburg, die erstmals 1168 urkundlich nachweisbar ist. Bischöfliche Burgmannen waren in jener Epoche unter anderen Gumbert von Meiningen (1168), Berthold von Meiningen (1206) und Otto von Meiningen (1240). Meiningen bestand in dieser Zeit überwiegend aus ein- bis zweistöckigen Fachwerkhäusern. Bewohnt war es von Handwerkern, Ackerbauern und den Burgmannen mit ihrem Gefolge. 1175 setzte ein Blitzschlag das Rathaus in Brand, infolgedessen ein Teil des Ortes abbrannte. Eine weitere Hungersnot wurde im Jahr 1191 vermeldet, bei der Wölfe bis in die Stadt drangen und im Lager des Kaisers Heinrich VI., das er für kurze Zeit in Meiningen aufschlug, Proviantvieh rissen.
Bei dem Versuch, die würzburgische Exklave Meiningen, der nördlichsten Stadt des Hochstifts Würzburg, dem Machtbereich der Grafschaft Henneberg einzuverleiben, erlitt die Stadt 1222 bei kriegerischen Auseinandersetzungen zwischen dem Bischof Otto I. von Würzburg und dem Grafen Poppo VII. von Henneberg schwere Zerstörungen.

## Die Entwicklung zur Stadt und Spätmittelalter

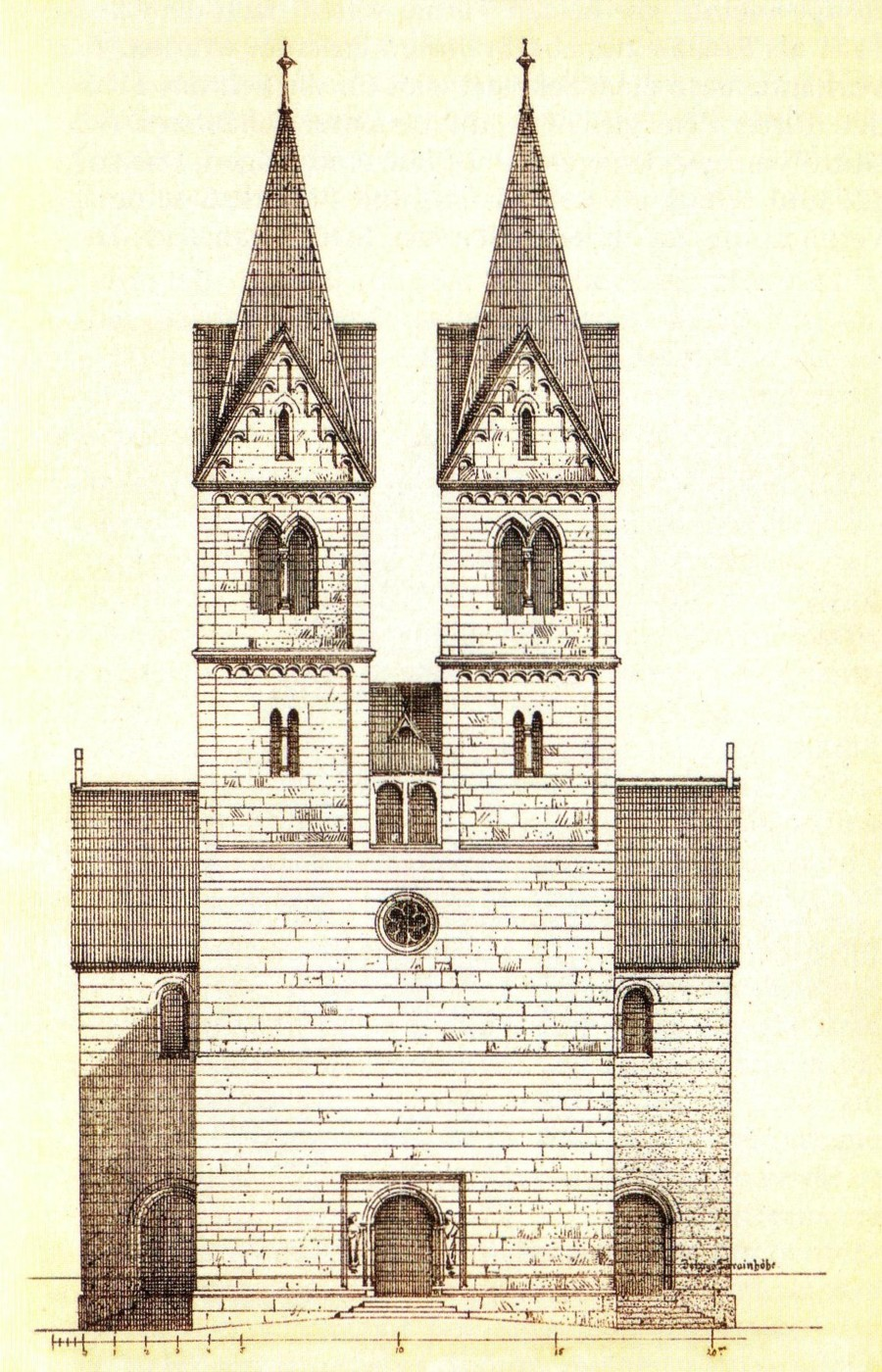
Die Stadtkirche im Jahr 1296

1230 wurde Meiningen erstmals in einer Urkunde als Stadt (civitas) genannt. Diese Urkunde beinhaltet eine richterliche Entscheidung, in der Graf Poppo VII. auf alle beanspruchte Rechte an der Stadt Meiningen verzichten musste. Das genaue Jahr der Ernennung zur Stadt ist leider nicht mehr bekannt, dies dürfte aber zwischen 1200 und 1230 erfolgt sein. Das erste Wappen enthielt eine von drei Türmen gekrönte Stadtmauer mit geöffnetem Tor, in das eine Brücke führt. Später wurde die Brücke durch das Bild eines Bischofs mit Mitra ersetzt. In dieser Zeit begannen die Bürger mit der Befestigung der Stadt. Im Westen bereits von der Werra geschützt, entstanden als erstes die drei vom Fluss gespeisten Wassergräben, die das Stadtgebiet im Süden, Osten und Norden umgaben. Damit war Meiningen komplett von Wasser umschlossen. Danach erfolgte die Errichtung einer doppelten Stadtmauer mit Zwinger, rund 20 Wehrtürmen und den Tortürmen Oberes Tor und Unteres Tor. Später legte man vorgelagert südlich und nördlich der Stadt das Tal querend die Obere und Untere Landwehr an. Bis heute sind zwei der Wassergräben als Bleichgräben nahezu komplett und die Landwehren in Teilen erhalten geblieben.

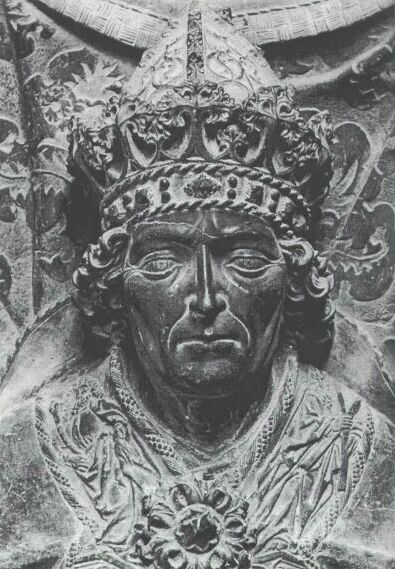
Kaiser Ludwig IV.

Das bis dahin fast unbebaute Gelände zwischen Markt, Burg und Unterem Tor wurde bis Ende des 13. Jahrhunderts komplett bebaut. Zwischen 1232 und 1243 verlegten Mönche vier Brunnenleitungen zur Frischwasserversorgung in die Stadt. Von 1239 bis 1242 errichteten Minoriten des Franziskanerordens zwischen der Burg und dem Unteren Tor das Franziskanerkloster Meiningen. Die Klosterkirche weihte man am 15. Mai 1242 ein. 1276 wurde die erste große Erweiterung der Stadtkirche mit der Errichtung der Westfront und zwei gleich hohen Türmen abgeschlossen. 1277 erschütterte ein Erdbeben mit mehreren Nachbeben die Meininger Gegend. Während die außerhalb der Stadtmauer liegende Kirche St. Martin mit einem Friedhof bestehen blieb, wurde um 1300 die ursprüngliche Siedlung um diese Kirche zur Wüstung. 1300 schloss Meiningen mit der Stadt Mühlhausen einen Freundschaftsvertrag, in dem ein Meininger Stadtgericht nachweisbar ist. 1306 und 1310 gab es verheerende Hochwasser, die Teile der Stadtmauer und Gebäude zerstörten. 1315 bis 1317 litt auch Meiningen unter einer europaweiten Hungersnot, bei der viele Einwohner starben. Weitere schwere Überschwemmungen ereigneten sich zwischen 1336 und 1343. Um diesen Hochwasserereignissen zu begegnen, erhöhten die Bürger Mitte des 14. Jahrhunderts das Niveau einiger Straßenzüge um rund einen Meter. Auch der Boden im Innern der Kirche wurde knapp einen Meter angehoben.
Auf Bitte des Würzburger Bischofs und Landesherren Otto II. verlieh am 19. Oktober 1344 Kaiser Ludwig IV. (der Bayer) in Würzburg der Stadt Meiningen dieselben Rechte wie der Freien Reichsstadt Schweinfurt („nach vleizziger bet des erwirdigen Otten bischofs zu Wirtzburg siner vnd sins stiftes stat Meiningen vnd ... den burgern daselben alle die fryheit reht geriht vnd gewonheit geben haben […] die vnser vnd des reichs stat Swynfurt vnd ... die burger da selben […] habent“). Diese erweiterten Stadtrechte bedeuteten für die Meininger Bürgerschaft eine weitgehende Autonomie gegenüber dem Landesherrn. Das städtische Bürgertum konnte dadurch an Bedeutung und Wirtschaftskraft gewinnen. 1348/49 suchte die schwere Pestepidemie auch Meiningen heim, die vielen Bürgern das Leben kostete. Man gab den Juden die Schuld für die Seuche, setzte diese am 10. April 1349 fest und zerstörte deren Synagoge. Auf Befehl des Bischofs tötete man dann am 17. Juli 1349 alle Juden auch aus wirtschaftlichen Gründen auf dem Unteren Rasen. 1380 vernichtete ein Stadtbrand rund ein Viertel der Stadt, darunter befand sich auch das Ratsarchiv, wobei wertvolle Dokumente unwiederbringlich verloren gingen. Zudem brach im selben Jahr wieder die Pest aus, die rund 1500 Opfer forderte. 1384 errichteten die Meininger Bürger als Zeichen der Reue zur 1349 erfolgten Judenverfolgung eine Sühnekapelle an Stelle der geschleiften Synagoge.

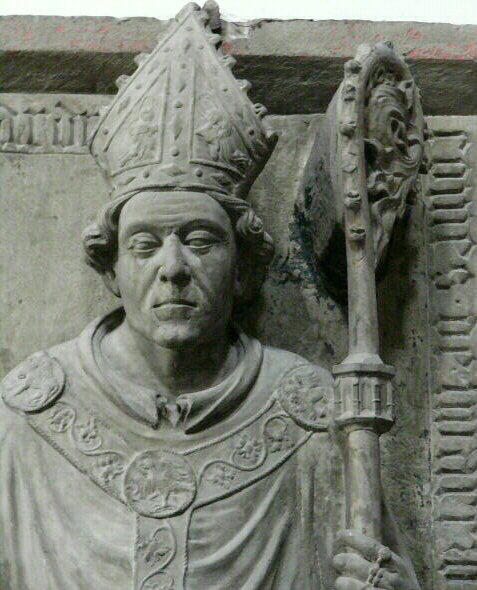
Bischof Gerhard von Schwarzburg

Im Laufe der folgenden Jahrzehnte lehnte sich Meiningen immer wieder gegen die steigenden Abgaben und Beschneidungen der Rechte gegen Bischof Gerhard von Schwarzburg auf. Die Stadt schloss sich mit zehn weiteren Städten des Hochstifts Würzburg zum Elfstädtebund zusammen und beteiligte sich 1396–1399 am „Fränkischen Städtekrieg“ gegen das Bistum. 1399 kapitulierte das durch würzburgische Truppen belagerte Meiningen ebenso wie die Stadt Ebern, während die anderen Städte weiter den bischöflichen Truppen trotzten. Der Städtekrieg endete im Januar 1400 bei der Schlacht von Bergtheim mit der Niederlage der Aufständischen, zumeist Würzburger Bürger, gegen bischöfliche Truppen. Der Bischof beschnitt daraufhin noch mehr Rechte aller Städte. Bischof Johann I. verpfändete 1406 Stadt und Amt Meiningen an die Herren „von der Tann“. Wegen Unstimmigkeiten holte sich Bischof Johann II. 1418 Stadt und Amt mit militärischer Gewalt wieder zurück. Bei einem Bürgeraufstand am 10. August 1432 zerstörten die Meininger die Würzburger Burg und vertrieben die Burgmannen, da diese sich durch Übergriffe auf die Bevölkerung den Zorn der Bürger zuzogen. 1434 versetzte Bischof Johann II. die Stadt Meiningen als Schuldpfand an die Grafschaft Henneberg, das der Bischof Rudolf II. erst 1495 wieder einlöste.
1475 und 1478 vernichteten zwei verheerende Stadtbrände fast die ganze Stadt. Der Brand vom 28. März 1475 zerstörte rund drei Viertel von Meiningen. 26 Menschen fanden dabei den Tod. Am 28. Mai 1478 brannte das zuvor verschont gebliebene Stadtgebiet nieder. Die Stadtkirche und einzelne Bürgerhäuser konnten die Meininger dabei retten. Im 15. Jahrhundert grassierten zudem insgesamt sechs Seuchen sowie eine Hungersnot durch die Wetteranomalien der 1430er Jahre in der Stadt.

## Wirtschaftliche Blüte zu Beginn der Neuzeit

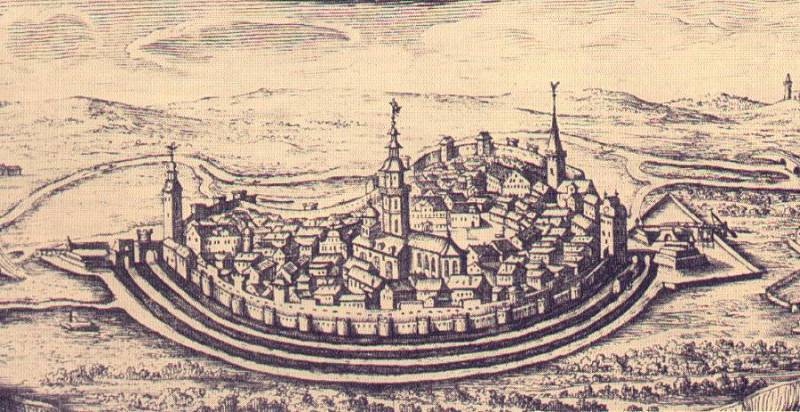
Ansicht von 1676

Im 15. Jahrhundert gewannen das Textilgewerbe, das Brauwesen, das Metallhandwerk und der Handel an Bedeutung und sorgten für einen allmählichen wirtschaftlichen Aufschwung in Meiningen. An der Stelle der 1432 zerstörten Burg ließ Bischof Lorenz von Bibra von 1509 bis 1511 eine neue Burganlage errichten. Im Bauernkrieg von 1525 schloss sich die Stadt dem Bauernheer Bildhäuser Haufen an, der später bei der Schlacht bei Meiningen nahe Dreißigacker von fürstlichen Truppen geschlagen wurde. Daraufhin wurde Meiningen mit Sanktionen und Hinrichtungen von Bürgern und des Pfarrers bestraft. Auch verlor die Stadt die in Jahrhunderten errungene Selbständigkeit, in dem das Bistum eine bischöfliche Obrigkeit an Stelle des Gemeinderats setzte.
Im Jahr 1542 kamen die Stadt und das Amt Meiningen durch Tausch mit dem Amt Mainberg an die benachbarten Grafen von Henneberg. 1544 wurde wie im ganzen Henneberger Land in Meiningen die Reformation eingeführt. Nach dem Aussterben der Henneberger Grafen 1583 gelangten Meiningen und die Grafschaft an das wettinische Herzogtum Sachsen, deren ernestinische und albertinische Linien die Grafschaft zunächst gemeinsam verwalteten. Die Wettiner wählten Meiningen zum Sitz der Hennebergischen Regierung.

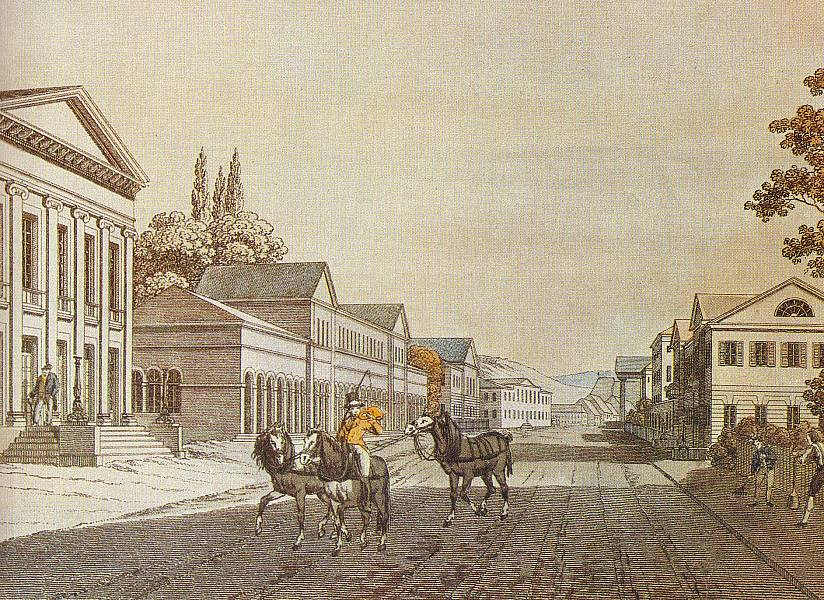
Die Bernhardstraße um 1835

Meiningen erlangte durch die Barchent- und Leinenweberei, die Färberei und Stoffhandel eine große wirtschaftliche Blüte, die bis zum Anfang des 17. Jahrhunderts andauerte und die Einwohnerzahl bis auf knapp 5000 ansteigen ließ. 1614 stellten beispielsweise 234 Handwerksmeister 37.312 Tuche her, die in ganz Europa gehandelt wurden.
Diese Blütezeit wurde abrupt durch den Dreißigjährigen Krieg beendet, in dessen Folge die Stadt mehrmals geplündert wurde und die Einwohnerschaft sich durch die Kriegswirren halbierte. So überstand Meiningen 1634 trotz Plünderungen und einiger Brandschatzungen durch die Kroaten unter dem Feldherrn Isolani diese Zeit baulich relativ unversehrt durch die erpresste Zahlung von 3000 Talern. Die zahlungsunfähigen Nachbarorte wurden dagegen in Brand gesteckt. Zuletzt hatte Meiningen seiner in Jahrhunderten entstandenen starken Stadtbefestigung zu verdanken, dass es 1641 den Angriffen schwedischer Truppen widerstand. Die außerhalb der Stadtmauer befindliche Martinskirche wurde dagegen zerstört, deren Wiederaufbau erfolgte 1658.
Meiningen war 1600–1692 von Hexenverfolgung betroffen. 94 Frauen und 19 Männer aus der Stadt und Umgebung gerieten in Hexenprozesse, 59 Frauen und vier Männer wurden hingerichtet. Weitere Hexenverfolgungen fanden in den Ortsteilen Dreißigacker, Herpf und Welkershausen statt.
1660 kam Meiningen zum Herzogtum Sachsen-Altenburg und wurde somit endgültig ernestinisch. Bereits 1672 wechselte die Stadt zum Herzogtum Sachsen-Gotha. Dessen Herzog Ernst I. veranlasste 1673 die Verstärkung der Stadtbefestigung durch den Stadttoren vorgelagerte Forts und Zugbrücken.

## Meiningen als Haupt- und Residenzstadt
Nach mehreren Erbteilungen im Herzoghaus Sachsen-Gotha wurde unter Herzog Bernhard I. 1680 das Herzogtum Sachsen-Meiningen gebildet, welches sich bis zu seiner Auflösung 1918 mehrmals vergrößerte. Meiningen wurde Haupt- und Residenzstadt. 1682 war der Baubeginn des Residenzschlosses Elisabethenburg an Stelle der Würzburger Burg. Von dieser blieb nur der sogenannte Bibrabau als Nordflügel erhalten. 1690 gründete der Herzog die Hofkapelle, und 1692 wurde der Schlosspark zunächst als Renaissancegarten angelegt.

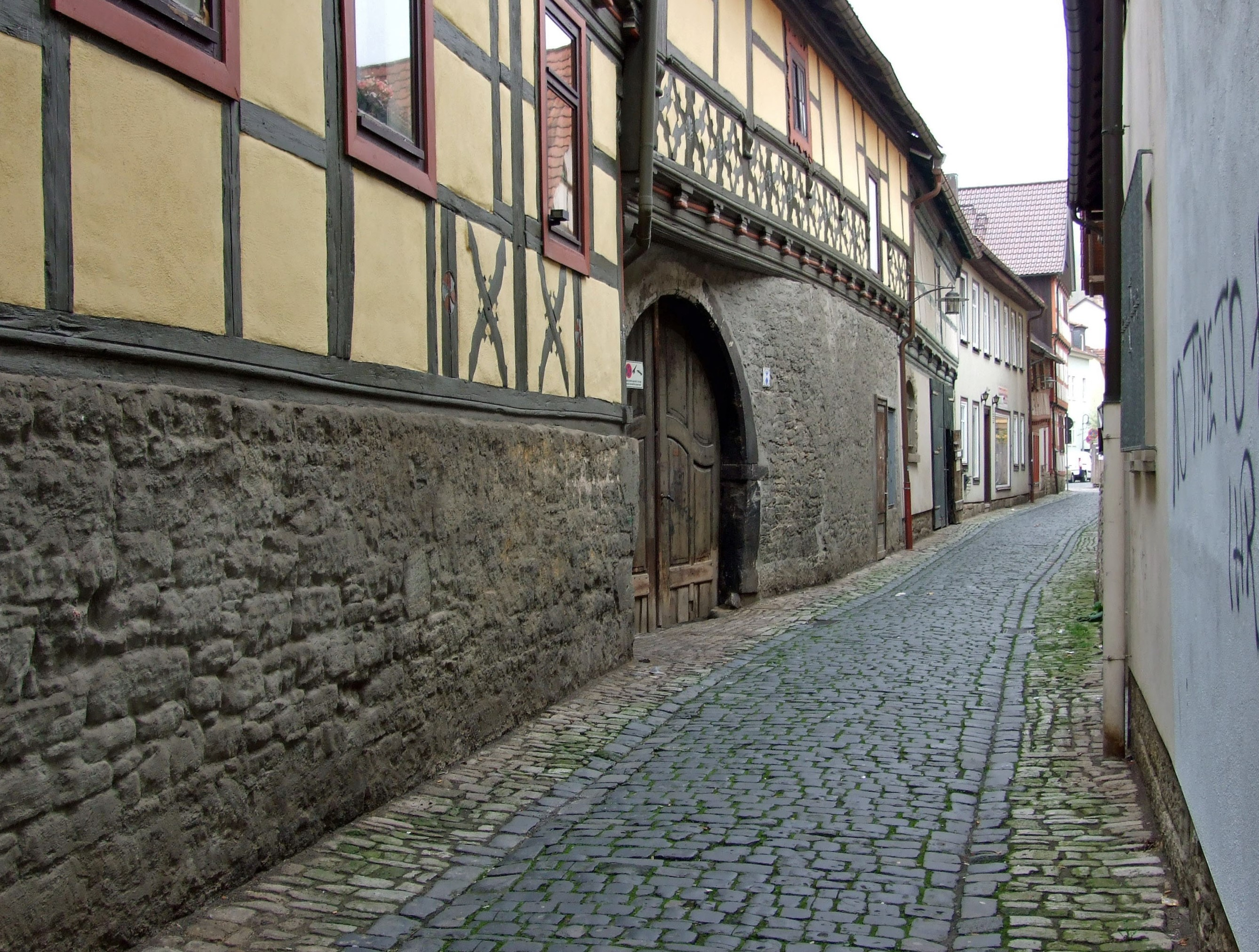
Einfahrt zur ehemaligen Thurn und Taxis Poststation

Seit der Regierung der Enkel Bernhards bemühten sich die Herzöge, aufgeklärt und liberal sowohl in religiöser als auch in politischer Hinsicht, um das Wohl ihres Landes und legten Wert auf Volksnähe. Unter dem Schutz der Herzogin Charlotte Amalie von Sachsen-Meiningen gründete sich am 29. September 1773 die Freimaurerloge Charlotte zu den drei Nelken. Diese eröffnete 1776 das erste Lehrerseminar in Thüringen. Von 1778 bis 1782 ließ Herzog Georg I. Teile der Stadtbefestigung mit dem Oberen Tor abreißen und ab 1782 den Englischen Garten anlegen. Ebenfalls 1782 war im Gasthof „Zum Braunen Hirsch“ Friedrich Schiller während seiner Flucht aus Württemberg zu Gast, ehe er weiter nach Bauerbach reiste, wo er bei Henriette von Wolzogen Asyl fand.
Ende Oktober 1813 lagerte das russische Heer mit 70.000 Soldaten und 2.300 Offizieren unter Zar Alexander bei seinem Feldzug gegen Napoleon in und um Meiningen. Der Zar hatte seine Unterkunft im Gasthof „Zum Braunen Hirsch“, der gleichzeitig für das mitgezogene preußische Heer als Hauptquartier diente. Begleitet wurde der Zar vom Meininger General und Flügeladjutanten Ludwig von Wolzogen, der zu dieser Zeit in der russischen Armee diente. Als Freund und Gast am Hofe der Herzogin Louise Eleonore verzichtete Zar Alexander auf die symbolische Schlüsselübergabe der Stadt.
Der Klosterkomplex und der Untere Torturm wurden 1817 eingerissen. Dort ließ Herzogin Louise Eleonore von 1817 bis 1821 das Gymnasium Bernhardinum errichten. 1824 erhielt das Herzogtum Sachsen-Meiningen eine neue Verfassung, in der unter anderem die Bildung des Meininger Landtags durch die Vereinigung der bisherigen Landstände festgelegt war. Der Landtag bezog 1932 das neuerbaute Landschaftsgebäude auf dem Markt. 1831 eröffnete Herzog Bernhard II. das erste Meininger Hoftheater, erbaut vom Hofbaumeister Carl Theodor Ottmer. Ab 1849 entwickelte sich die Stadt durch die Gründungen der Herzoglichen Landeskreditanstalt (1849), der Mitteldeutschen Creditbank (1856), der Deutschen Hypothekenbank (1862), der Bank für Thüringen (1905), einiger ansässigen Privatbanken wie dem Bankhaus B. M. Strupp und durch Niederlassungen auswärtiger Banken, darunter die Reichsbank (1903), zu einem der bedeutendsten Finanzstandorte Deutschlands. Bereits 1858 erhielt Meiningen mit der Eröffnung der Werrabahn Anschluss an das deutsche Eisenbahnnetz. Nach dem Krieg Preußens gegen Österreich im Jahre 1866 musste Herzog Bernhard II., der auf der Seite der Österreicher stand, abdanken, um das Herzogtum vor einer Übernahme durch die siegreichen Preußen zu bewahren. Sein Sohn Erbprinz Georg wurde als Herzog Georg II. sein Nachfolger. Durch den Bau der Hauptkaserne 1867 und der Nordkaserne 1895 profilierte sich Meiningen als Garnisonsstadt. In beiden Kasernen war das 2. Thüringische Infanterie-Regiment Nr. 32 stationiert.
1868 fand eine Einteilung des Herzogtums in Landkreise statt und Meiningen wurde eine von vier Kreisstädten. Der kunstsinnige Herzog Georg II. reformierte gemeinsam mit seiner Frau Helene Freifrau von Heldburg und dem Regisseur Ludwig Chronegk das Regietheater und ging mit dieser bedeutenden Theaterreform in die Kulturgeschichte ein. Von 1874 bis 1890 gab das die „Meininger“ genannte Ensemble des Hoftheaters in ganz Europa zahlreiche Gastspiele.

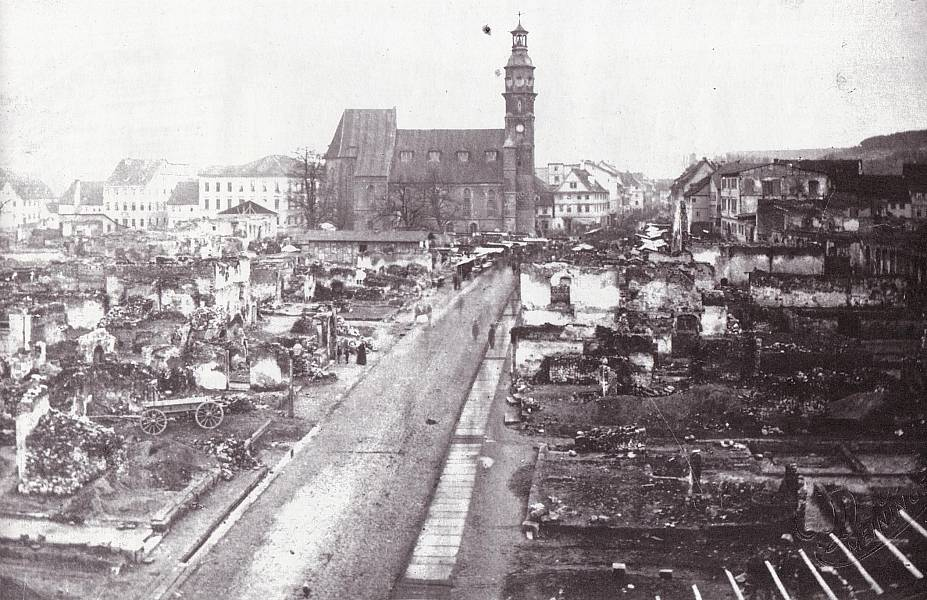
Stadtbrand 1874

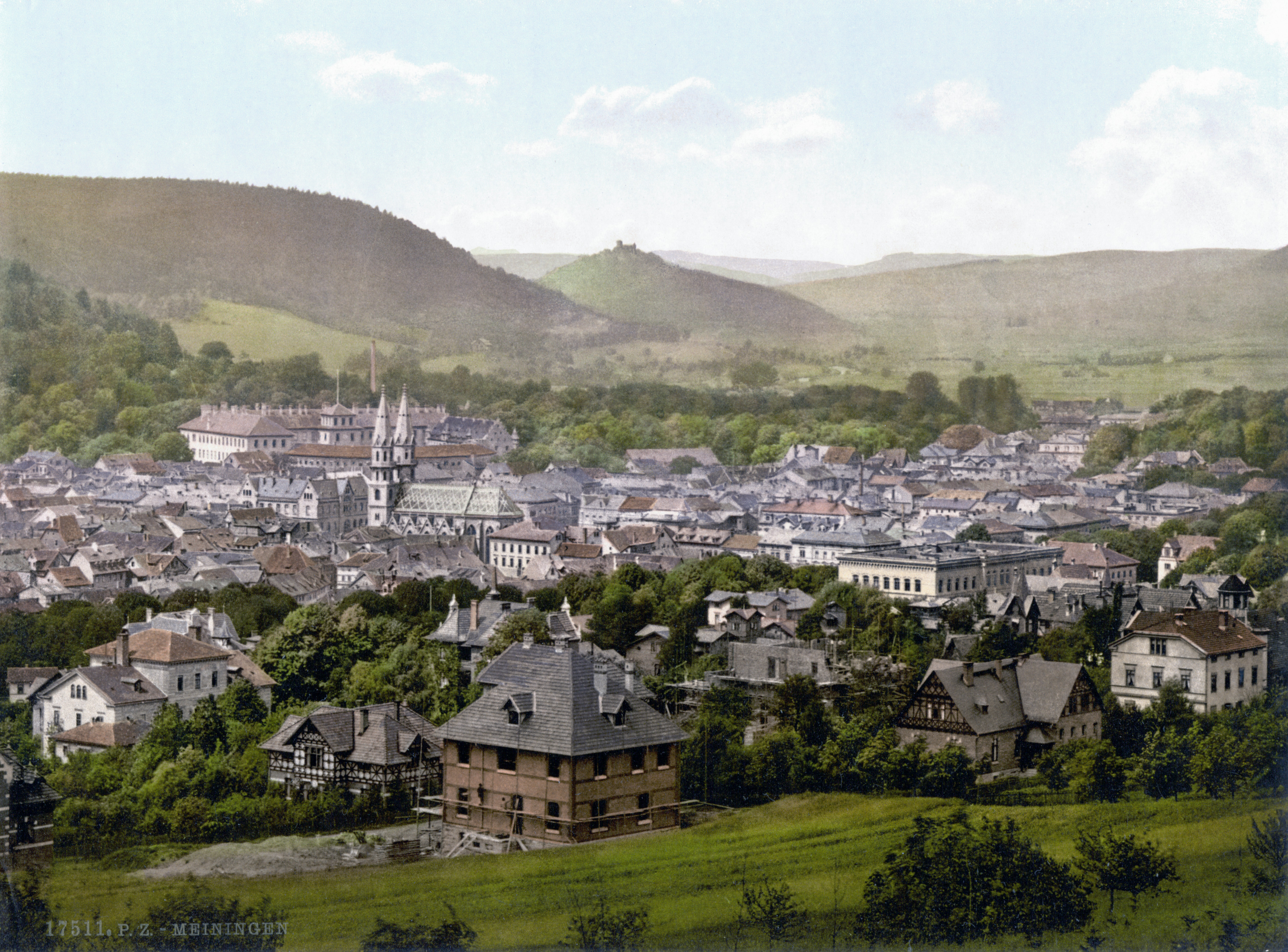
Stadtzentrum 1900

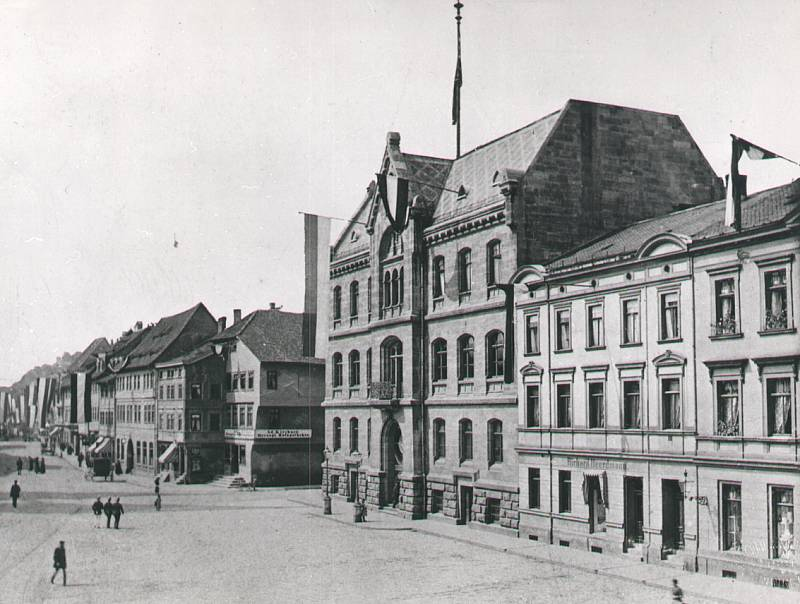
Rathaus um 1900

Das innere Stadtzentrum 1905

Ein verheerender Stadtbrand zerstörte am 5. September 1874 etwa ein Drittel der Gebäude in der Innenstadt, darunter befanden sich das Rathaus und das Landtagsgebäude. Der Wiederaufbau erfolgte mit der Unterstützung von Spenden vieler deutscher Städte im klassizistischen Stil, der Meiningen ein neues, bis heute Stadtbild prägendes Gründerzeitviertel bescherte. Zur Erinnerung wurden die Wappen von den 14 größten Spenderstädten an der Fassade der 1908 erbauten Bank für Thüringen angebracht, auch erhielten zwei Straßen die Namen Berlin und Leipzig. Neu entstanden sind neben dem Rathaus das Hotel „Erbprinz“, das Kaiserliche Postamt und das Landtagsgebäude. Ebenfalls 1874 nahm mit der Einweihung des Bayerischen Bahnhofs die von der Bayerischen Staatsbahn betriebene Bahnstrecke Schweinfurt–Meiningen ihren Betrieb auf. Die neue Bahnlinie bewirkte große topografische Veränderungen im südlichen Bahnhofsgelände und machte unter anderem den Bau eines rund 100 Meter langen Straßentunnels notwendig.
Eine Industrialisierung von Meiningen konnte das Herzogshaus um einer sauberen Umwelt willen geschickt verhindern. Dennoch verdoppelte sich zwischen 1870 und 1910 die Einwohnerzahl und die Stadt wuchs weit über ihre mittelalterlichen Grenzen hinaus. Im Norden, Westen und Osten wurden neue ausgedehnte Wohngebiete, Villenviertel und einige Gewerbeflächen angelegt, rund um das Stadtzentrum entstanden große repräsentative Verwaltungs- und Kulturgebäude.
1880 holte Herzog Georg II. den Dirigenten und Komponisten Hans von Bülow nach Meiningen, der die Meininger Hofkapelle zu einem europäischen Spitzenorchester entwickelte, das bis 1914 in ganz Europa Konzerte gab. In der Leipziger Straße errichteten die Deutsche Hypothekenbank (1899) und die Bank für Thüringen (1908) neue imposante Bankgebäude. Im März 1908 brannte das traditionsreiche Hoftheater ab. Das neue Haus, erbaut vom Architekten Karl Behlert, wurde im Dezember 1909 eröffnet. In den folgenden Jahren entstanden als bis heute Stadtbild prägende Gebäude die Struppsche Villa  (1909), die Neue Bürgerschule (1911/1914 Prinz-Friedrich-Schule/heute Schule am Pulverrasen) und der Große Schützenhaussaal (1913/heute Volkshaussaal). 1914 nahm die Hauptwerkstatt der Preußischen Staatsbahn, das spätere RAW (Reichsbahnausbesserungswerk) und heutige Dampflokwerk Meiningen, seine Arbeit auf. Am 25. Juni 1914 starb mit Georg II. nicht nur der bedeutendste Herzog von Sachsen-Meiningen, sondern auch der bedeutendste Sohn der Stadt Meiningen.
Nach Abdankung des Herzogs Bernhard III. und der Demission des Kabinetts infolge der Novemberrevolution im Jahr 1918 wurde Meiningen Hauptstadt des Freistaates Sachsen-Meiningen, dem Nachfolgestaat des Herzogtums Sachsen-Meiningen. 1919 gründete der Intendant des Meininger Hoftheaters, Franz Ulbrich, die Hochschule für Schauspielkunst. 1920 ging der Freistaat Sachsen-Meiningen als einer der sieben Gründerstaaten im Land Thüringen auf und Meiningen behielt den Status einer Kreisstadt.

## 1920 bis 1952

### Weimarer Republik

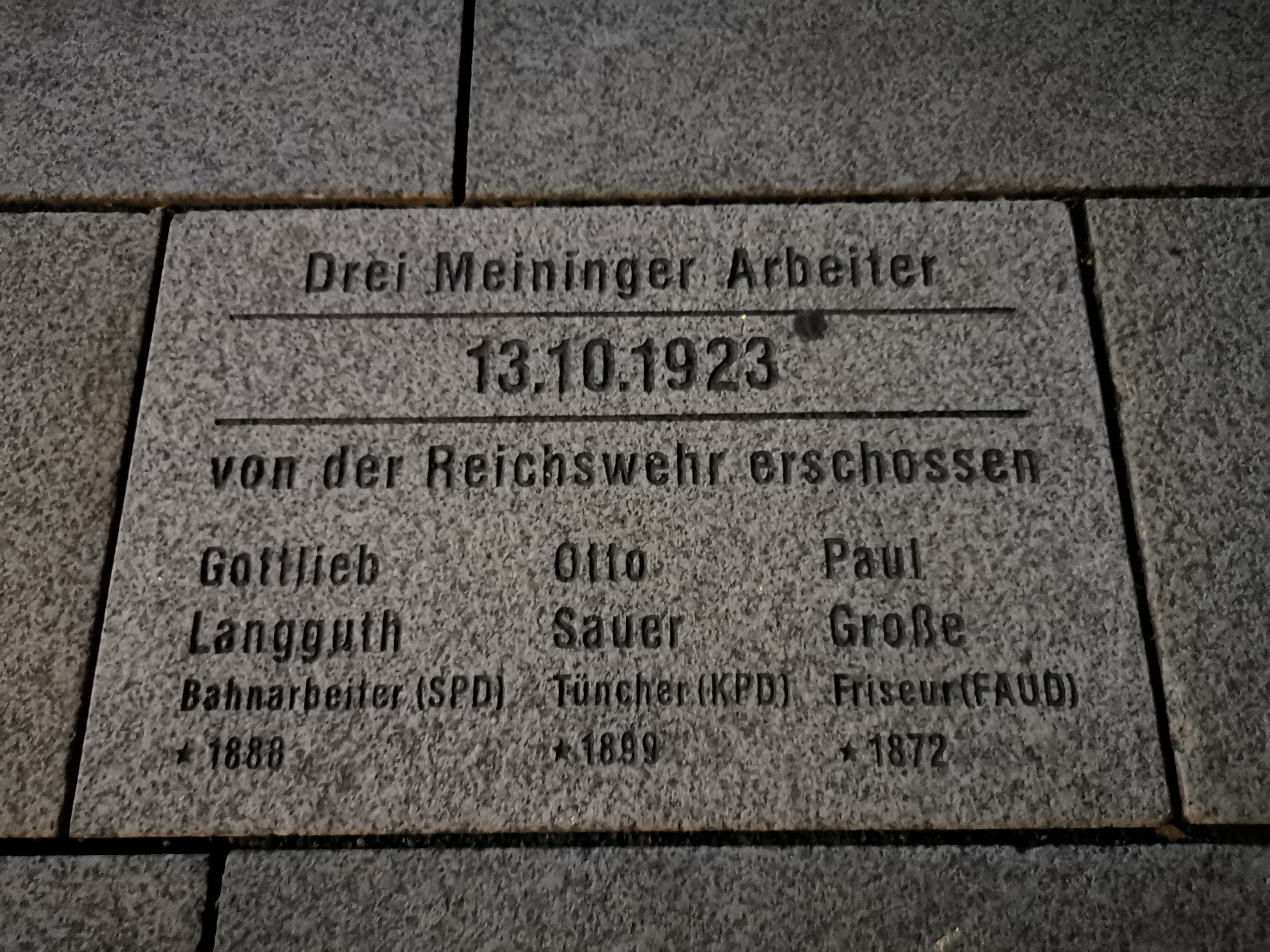
Gedenkstein für drei Opfer der Meininger Blutnacht

Das Meininger Theater entwickelte sich Anfang der 1920er Jahre zu einer expressionistischen Bühne, an der eine Reihe von avantgardistischen Schriftsteller und Dramatiker ihre Stücke uraufführen ließen. Mit Helba erfolgte 1923 die erste Eingemeindung eines Ortes nach Meiningen. Im selben Jahr wurde das Staatsarchiv Meiningen gegründet. Am 13. Oktober 1923 kam es bei der Meininger Blutnacht zu einem schweren Zwischenfall zwischen der Meininger Bevölkerung und der Reichswehr, die drei Todesopfer und fünf Schwerverletzte forderte.
1927 entstand auf dem Rohrer Berg mit dem Flugplatz Meiningen ein Verkehrslandeplatz, der zum deutschen Flugliniennetz gehörte und von der Nordbayrischen Verkehrsflug GmbH Fürth angeflogen wurde. 1931 besuchte Adolf Hitler zwecks einer Wahlveranstaltung die Stadt. Ein großes Ereignis in der Geschichte der Stadt war die Landung des Luftschiffes LZ 127 „Graf Zeppelin“ am 11. Oktober 1931 auf dem Meininger Flugplatz, dem rund 100.000 Schaulustige beiwohnten.
Hauptsächlich aus der Meininger RAW-Arbeiterschaft entwickelte sich zwischen 1919 und 1933 ein Zusammenschluss von Syndikalisten, welcher die Bakuninhütte (ab 1925) errichtete und damit seither wiederum auf das politische und kulturelle Leben in Meiningen Einfluss nahm.

### Nationalsozialismus und Zweiter Weltkrieg
In der Zeit des Nationalsozialismus gehörte in Meiningen zu den verfolgten Gegnern des Regimes die Kommunistin und Jüdin Bella Aul, an die heute eine Gedenktafel an ihrem ehemaligen Wohnhaus in der Bella-Aul-Straße erinnert. Im Jahre 1936 wurde Welkershausen eingemeindet. Bei der vom NS-Regime betriebenen Aufrüstung der Wehrmacht wurden die Barbarakaserne und Drachenbergkaserne neu erbaut. Dort zogen das Artillerie-Regiment 74 und das Schützen-Regiment 2 der Wehrmacht ein.
Die Synagoge Meiningen wurde beim Novemberpogrom 1938 geplündert, verwüstet und 1939 abgebrochen. An sie und die jüdische Gemeinde erinnert eine an ihrem ehemaligen Standort 1988 errichtete Gedenkstätte. Am „Judenhaus“ Sachsenstraße 5/6 erinnert eine Gedenktafel an die dort vor ihrer Deportation untergebrachten Juden. Am 9. Juli 1939 fand mit der LZ 130 eine weitere Zeppelinlandung auf dem Flugplatz statt.
Im Zweiten Weltkrieg entwickelte sich Meiningen durch zahlreiche Lazarette, die bis zu 1600 Verwundete versorgen konnten, zur Rotkreuz-Stadt. In mehreren Betrieben der Stadt setzten die Nationalsozialisten etwa 2100 Kriegsgefangene, Militärinternierte und Zwangsarbeiter ein. Auf dem Parkfriedhof befinden sich Gräber zahlreicher Opfer von Zwangsarbeit aus mehreren Nationen, für die dort 1958 ein Ehrenmal errichtet wurde.
Von August 1943 bis Juli 1945 befand sich in der Drachenbergkaserne ein Teil der OKW-Abteilung Wehrmachtauskunftstelle (WASt) mit 1400 Mitarbeitern, die wegen der stetigen Luftangriffe auf Berlin hierher ausgelagert wurde. Der andere Teil war in Saalfeld untergebracht. Ab dem 6. April 1944 richtete das Wehrkreiskommando IX das als Lazarett dienende Kriegsgefangenenlager Stalag IX C(b) für westalliierte Flugzeugbesatzungen auf dem Gelände des Schützenhauses ein. Hier internierte die Wehrmacht bis zur Befreiung durch US-Truppen überwiegend englische und amerikanische Piloten und Mannschaften mit Offiziersdienstgrad, die beim Kampf und Abschuss Verwundungen erlitten.

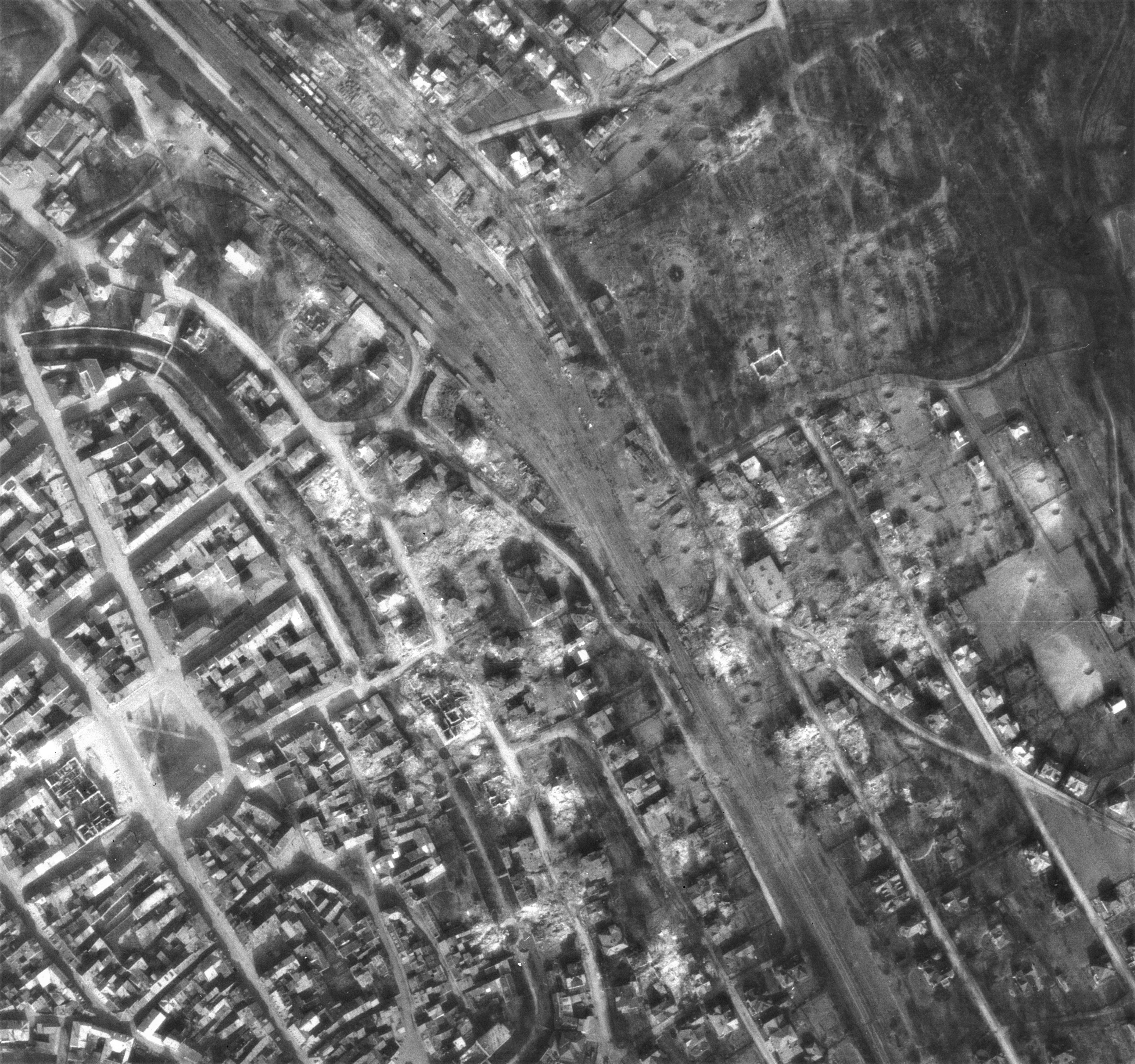
Vom Luftangriff im Februar 1945 betroffenes Stadtgebiet

Die Stadt wurde im Krieg neben vereinzelten Bombenabwürfen von zwei größeren Luftangriffen auf Meiningen heimgesucht. Das schwerste Bombardement führte die 1st Air Division der 8th Air Force im Rahmen der Operation Clarion am 23. Februar 1945 mit 49 Bombern des Typs B-17 durch. Dabei warfen sie 147,5 Tonnen Bomben ab, die 208 Tote forderten und 251 Häuser und Wirtschaftsgebäude total zerstörten, weitere 440 Gebäude wurden schwer beschädigt. Der zweite größere Angriff im März 1945 zerstörte einen Teil des Gustloffwerkes und einige Wohnhäuser im Norden der Stadt. Die angegebenen Primärziele aller Angriffe waren Verkehrsanlagen und das Reichsbahnausbesserungswerk, das jedoch verschont geblieben ist.
Am 27. März 1945 war Fritz Sauckel in Meiningen und erklärte die Stadt zur Festung. Zum Kampfkommandanten wurde Oberst Rudelsdorff ernannt, der am 1. April einen Tagesbefehl als Flugblatt herausgab, eine Versprengtensammelstelle einrichtete und seinen Befehlsstand im Palais „Helenenstift“ einrichtete. Rudelsdorff standen zu diesem Zeitpunkt rund 2000 deutsche und ungarische Soldaten zur Verfügung. Damit war Meiningen keine offene Stadt mehr. Am 2. April 1945 näherte sich die 11. Panzerdivision der United States Army unter Colonel Virgil Bell von Fulda kommend der Stadt. Wissend um die noch zahlreich vorhandenen Verbände der Wehrmacht in Meiningen und dem Ziel, schnell den Rennsteig bei Oberhof zu erreichen, teilten sich die Einheiten bei Herpf, umgingen die Stadt nördlich und südlich, vereinigten sich wieder bei Zella-Mehlis und kesselten Meiningen so ein. Dabei gab es ein kleines Scharmützel beim Stillhof im Süden der Stadt. Eine durch den schnellen Vorstoß der Amerikaner entstandene Lücke südlich der Stadt nutzte die gesamte, in Meiningen stationierte „Panzer-Aufklärungs-Ausbildungs-Einheit Nr. 9“, um sich Richtung Bayern abzusetzen. Auch Oberst Rudelsdorff setzte sich angesichts der aussichtslosen Lage mit einem Teil seines Befehlsstandes ab.

### Kriegsende und Nachkriegszeit
Am 5. April stießen Einheiten der 11. US-Panzerdivision, von Zella-Mehlis kommend, nach Meiningen vor. Colonel Bell teilte seine Einheiten in zwei Task Force, die über die Reichsstraße 280 und Helba sowie über den „Rohrer Berg“ in die Stadt vorrückten. Nach Tieffliegerangriffen, einigen Bombenabwürfen und einem kurzen Kampf im Osten der Stadt mit ungarischen und deutschen Truppenteilen nahmen sie die Stadt ein. Diese Kampfhandlungen kosteten auch zivile Opfer. Ein baldiges Ende der Kämpfe erreichte eine Abordnung unter dem Ersten Bürgermeister Friedrich Sorge, die auf den Kirchtürmen weiße Fahnen hissten, die Kapitulation der Stadt einleiteten und damit eine weitere Zerstörung von Meiningen verhinderten. Eine bereits angeforderte Bomberstaffel zur Bekämpfung des Widerstands konnte so wieder abdrehen. Die städtische Abordnung übergab Colonel Bell nach dem Vorrücken seiner Panzer auf den Markt die Stadt. Eine Sondereinheit der US-Armee übernahm die OKW-Abteilung „WASt“ auf dem Drachenberg, die kurz darauf vom Oberbefehlshaber der alliierten Streitkräfte Eisenhower inspiziert wurde. Die Amerikaner führten die WAst ab dem 23. April bis zum 1. Juli 1945 weiter, um dann den größten Teil der Akten nach Fürstenhagen zu verlegen. Nach der Verhaftung von Friedrich Sorge setzten die Amerikaner am 12. April 1945 Werner Heinrich von Hacht als Bürgermeister ein.
Als eines der ersten Theater in Deutschland nahm am 2. Juni 1945 das Landestheater Meiningen mit einer Tanzshow für amerikanische Soldaten seinen Spielbetrieb wieder auf. Am 7. Juni 1945 folgte mit Gerhart Hauptmanns „Die versunkene Glocke“ ein Märchendrama. Anfang Juli verließ die US-Armee Meiningen und am 6. Juli 1945 rückten die ersten Einheiten der Roten Armee als Besatzungsmacht in die Stadt ein. Sie bezogen die Haupt- und die Barbarakaserne. Der verbliebene Rest der Wehrmachtauskunftstelle in der Drachenbergkaserne, die mittlerweile nur noch Dokumente für Osteuropa verwaltete, arbeitete unter den neuen Besatzern bis 1946 weiter. Hier zog anschließend die Grenzpolizei ein. Am 9. Mai 1948 wurde im Schloss Elisabethenburg das Max-Reger-Archiv eröffnet, das den künstlerischen und persönlichen Nachlass des Komponisten beherbergt. In der Drachenbergkaserne brachte das Land Thüringen 1948 eine Polizei-Bereitschaft unter. Aus ihr ging die 13. VP-Bereitschaft „Magnus Poser“ hervor, die bis 1990 bestand.

## DDR-Zeit

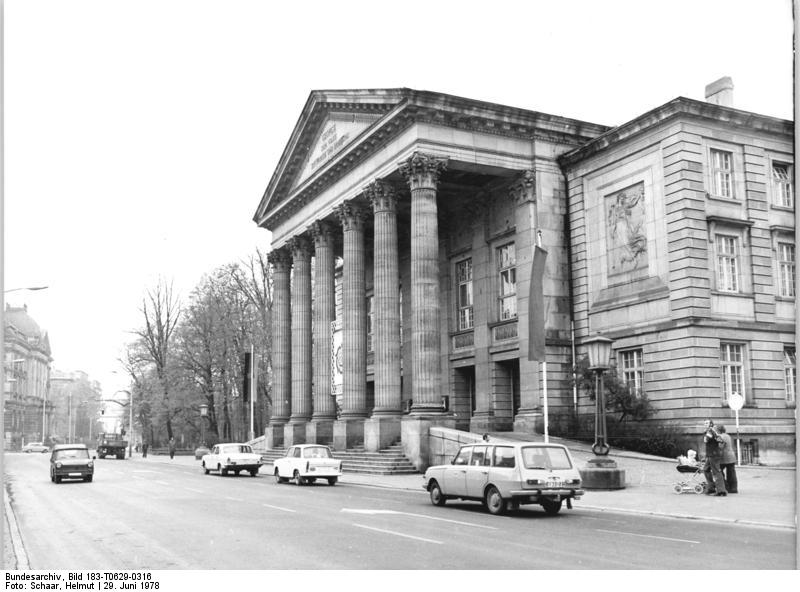
Theater und Straßenszene 1978

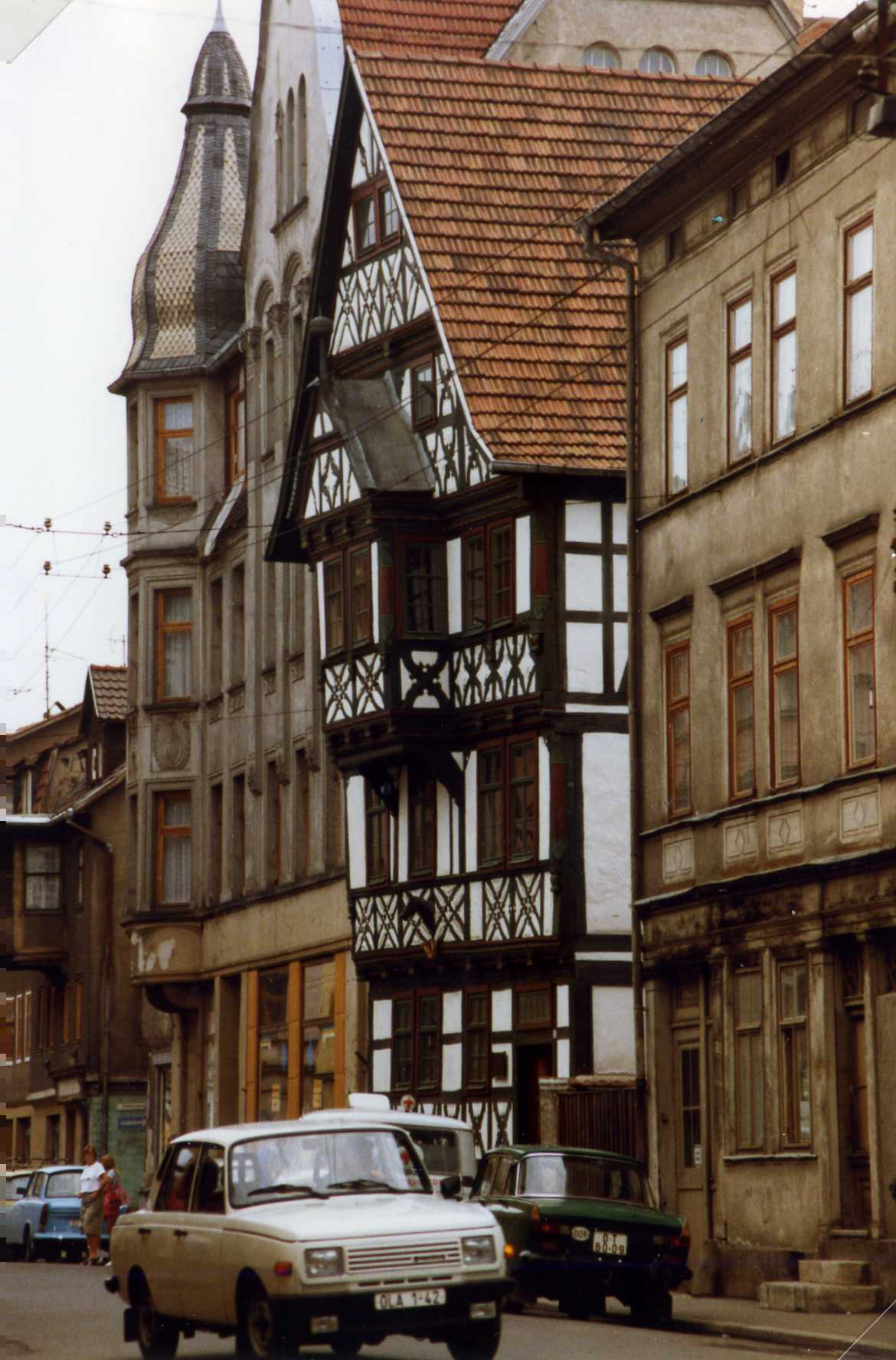
Ernestinerstraße 1989

Ein einschneidendes Ereignis für den Alltag in Meiningen war infolge der Errichtung der innerdeutschen Grenze die Schließung der Straßen- und Schienenverbindungen in das nur wenige Kilometer entfernte Unterfranken. Für zahlreiche Meininger Bürger bedeutete dies eine große Umstellung in ihrem Leben, da sie Arbeitsplätze, Absatzmärkte oder Handelsverbindungen verloren. Zahlreiche Meininger verließen daraufhin in den nächsten Jahren ihre Stadt in Richtung Westdeutschland, die Einwohnerzahl sank schnell von fast 26.000 im Jahr 1948 auf rund 23.000 im Jahr 1951 ab.
Von 1952 bis 1990 gehörte Meiningen als Kreisstadt zum Bezirk Suhl. Das bereits beschlossene Vorhaben, Meiningen wegen seiner idealen Voraussetzungen als Bezirksstadt einzurichten, wurde von Walter Ulbricht persönlich verhindert. Er begründete dies mit der Vergangenheit als Residenz und einem zu geringen Anteil von Arbeitern in der Bevölkerung. Durch den im Krieg zerstörten Wohnraum und einer wieder langsam wachsenden Bevölkerung, hervorgerufen vom starken Anstieg der Geburtenzahl, waren viele Wohnhäuser überbelegt, deren Wohnungen oftmals von zwei bis drei Mietparteien geteilt werden mussten. Daraufhin errichteten bis Mitte der 1960er Jahre Arbeiterwohnungsbaugenossenschaften neue Wohngebiete im Bodenweg im Norden und am Drachenberg im Osten der Stadt. In diesen Jahren fand mit der Bildung mehrerer großer Betriebe eine verstärkte Industrialisierung der Stadt statt. Im Zuge der Errichtung eines Werkes für Mikroelektronik, dem Robotron, entstand von 1967 bis 1983 im Norden zwischen den Stadtteilen Helba und Welkershausen mit Plattenbauten der neue Stadtteil Jerusalem mit rund 6000 Einwohnern. Dennoch herrschte in dieser Zeit städtebauliche Stagnation, insbesondere in der Innenstadt, die Infrastruktur wurde vernachlässigt und außer einigen Schulen und einem Kino wurden keinerlei neue öffentliche Gebäude gebaut. Weiterhin wurde wertvolle historische Bausubstanz dem Verfall preisgegeben. Viele Baulücken, entstanden durch Notabrisse, beweisen dies heute noch im Stadtbild. Die Luftverschmutzung stieg begünstigt durch die Tallage infolge steigender Auto- und Industrieabgase sowie der Nutzung der Braunkohle als Heizmaterial stetig an. 1988 begann mit Hilfe von Franz Josef Strauß eine Städtepartnerschaft mit Neu-Ulm in Bayern.
Von 1982 bis 1990 waren die Stadtkirche und das evangelische Gemeindehaus ein Treffpunkt für die Teilnehmer der Friedensgebete und Montagskreise. Die Friedensgebete wurden anfangs monatlich und ab September 1989 jeden Dienstag in der Stadtkirche abgehalten. Dabei entwickelte sich die Stadtkirche im Herbst 1989 zum bedeutendsten Ort für die politische Wende im heutigen Südthüringen. Tausende Menschen konnten wegen der überfüllten Kirche nur mit Hilfe von Lautsprechern auf dem Markt am Friedensgebet teilhaben. Vom 24. Oktober 1989 bis Anfang 1990 schlossen sich nach den Friedensgebeten insgesamt 25 friedliche Demonstrationen (siehe Montagsdemonstration) durch die Meininger Innenstadt mit bis zu 25.000 Teilnehmern an. Man trug dabei brennende Kerzen aus der Kirche und brachte diese zu staatlichen Einrichtungen wie MfS, SED-Kreisleitung oder der Zeitung „Freies Wort“ und stellte sie dort tausendfach ab. Während des Friedensgebets am 7. November 1989 traf in der überfüllten Kirche die Nachricht ein, dass die DDR-Regierung zurückgetreten ist. Am 10. November 1989 gegen 3 Uhr morgens wurde der Grenzübergang Eußenhausen–Meiningen an der B 19 für die DDR-Bürger freigegeben und die Verbindung zur Nachbarstadt Mellrichstadt war wieder hergestellt. Am 29. Mai 1990 begann das erste demokratisch gewählte Stadtparlament mit einer Andacht beim Friedensgebet in der Stadtkirche seine Legislaturperiode.

## Von 1990 bis 2010

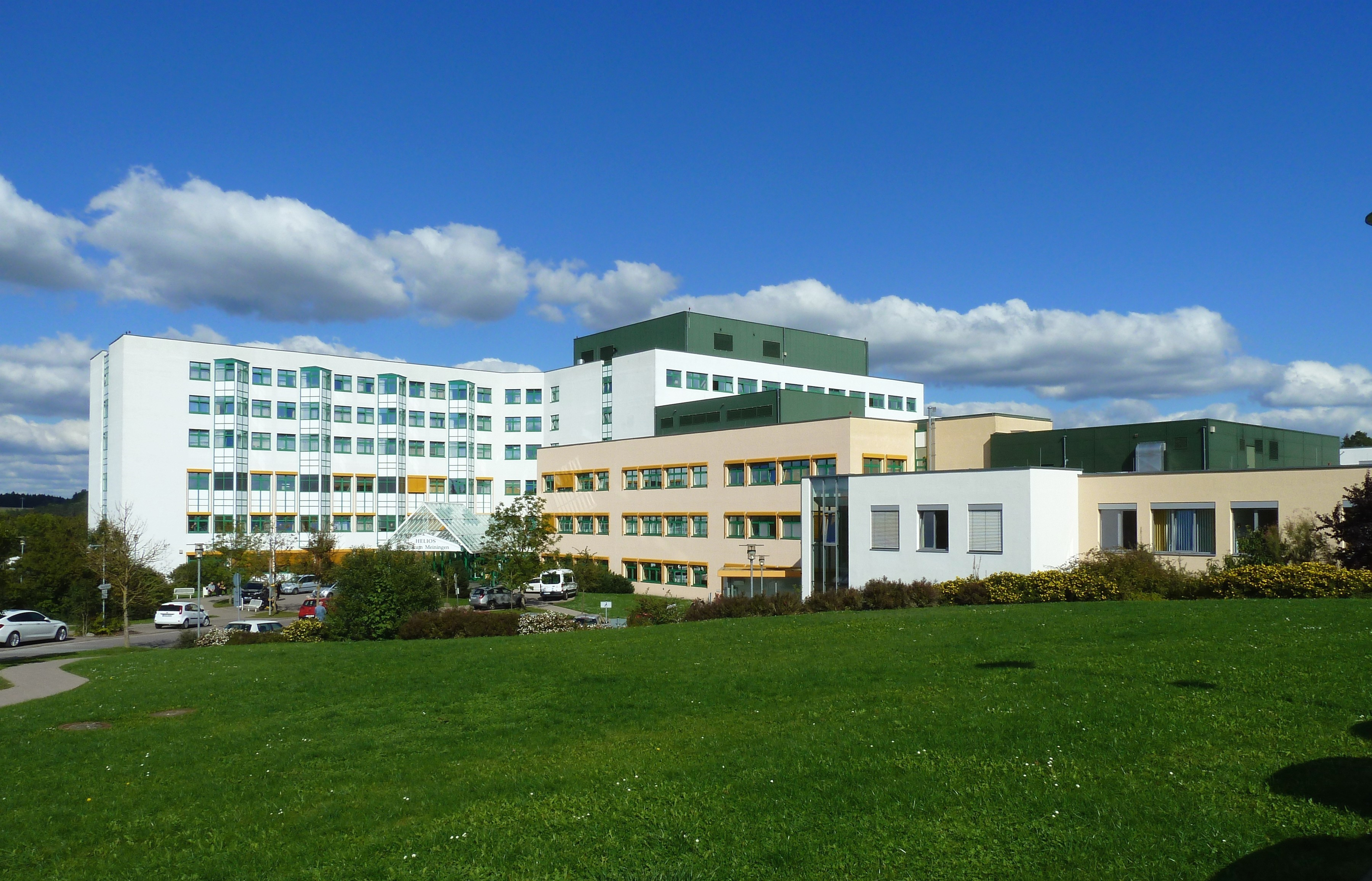
Das 1995 erbaute Klinikum

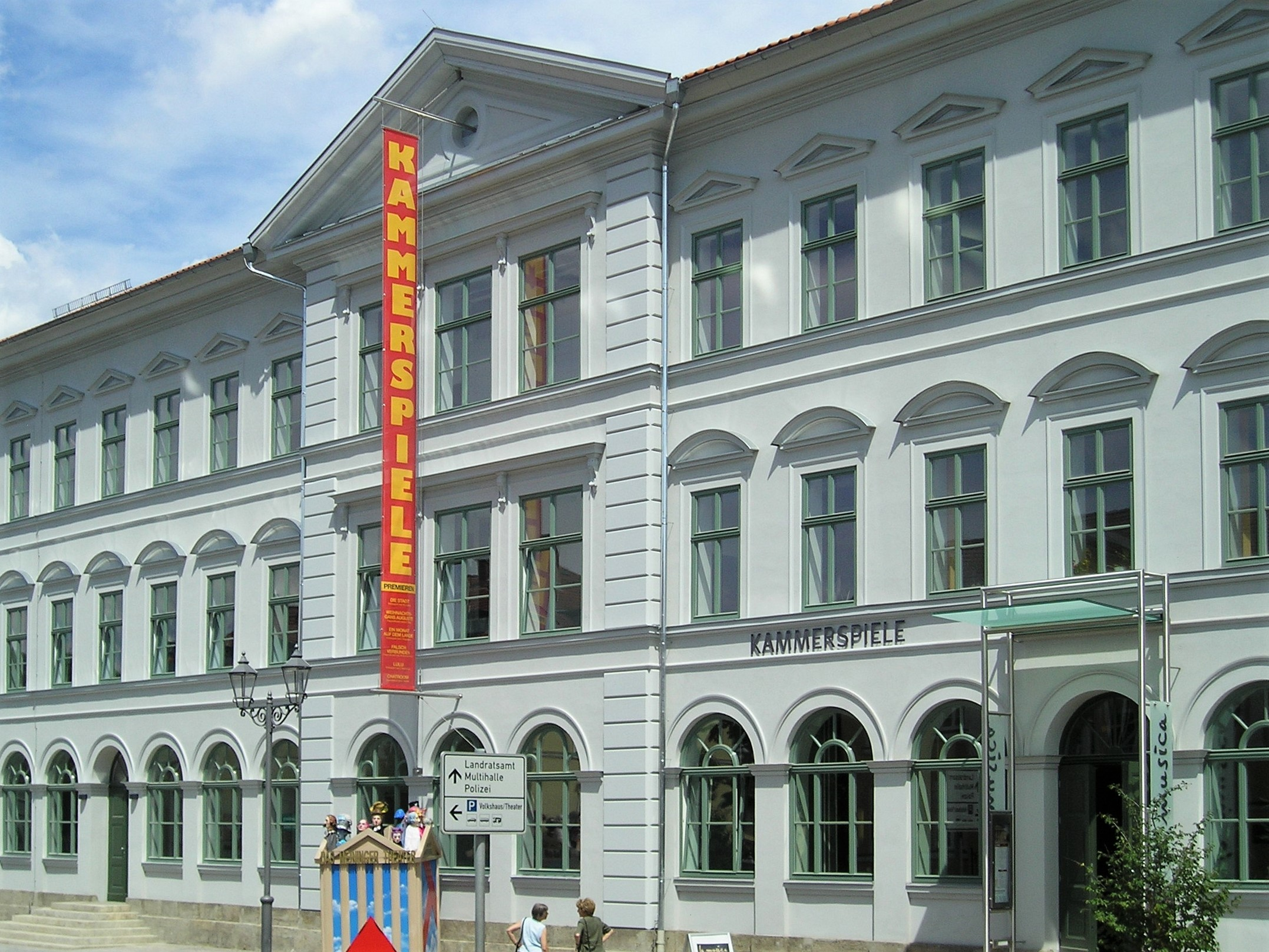
2008 eröffnete Kammerspiele

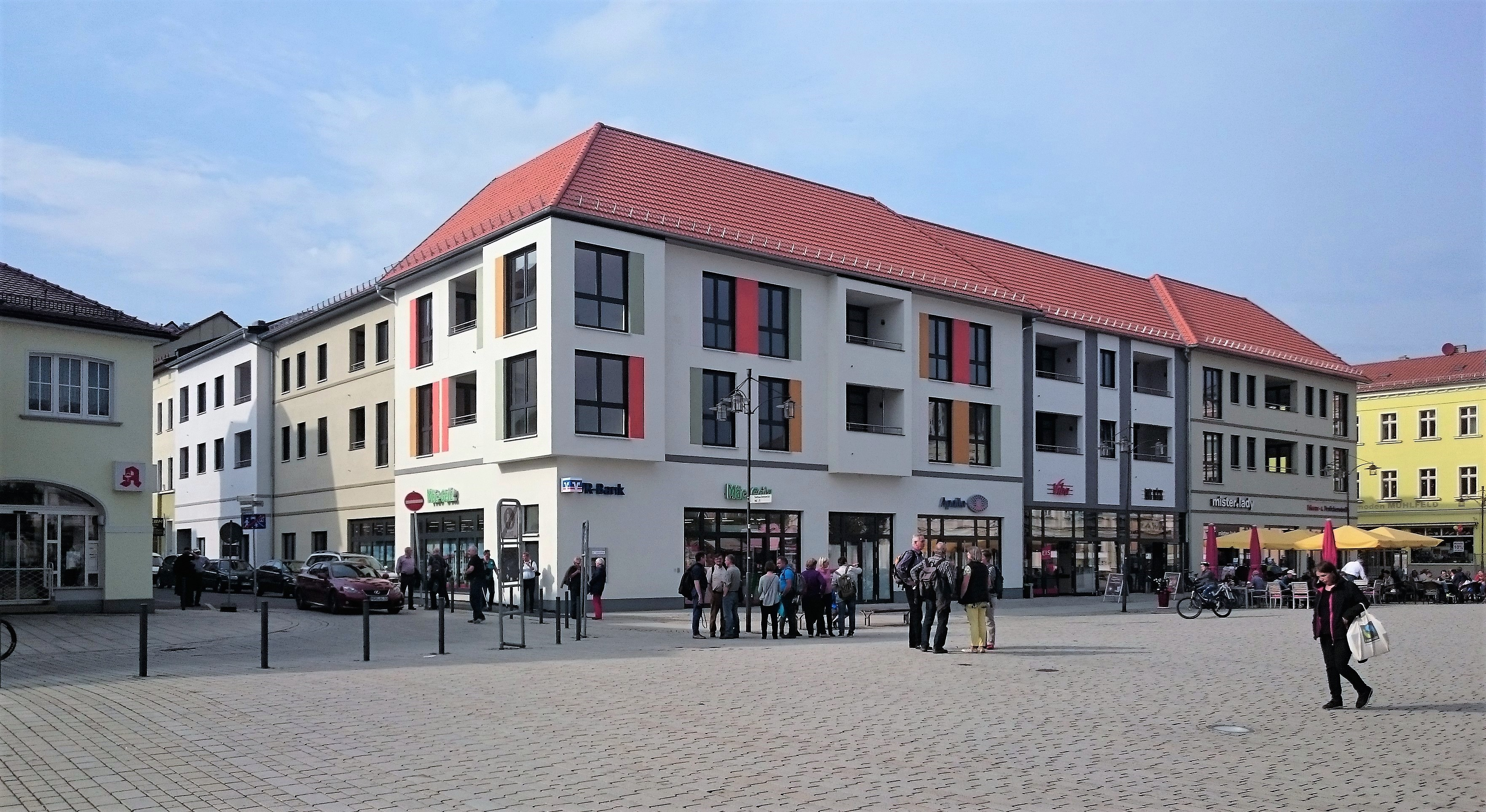
Wieder aufgebaute Marktwestseite

Am 3. Oktober 1990 wurde Meiningen Teil des wiedergegründeten Thüringens. Am 1. Oktober 1990 erfolgte die Eingemeindung des nur einen Kilometer entfernten Ortes Dreißigacker. Mit der Auflösung des Grenzregiments 9 „Conrad Blenkle“ der Grenztruppen der DDR und dem Abzug der russischen Truppen im Jahre 1991 ging die Zeit als Garnisonsstadt zu Ende und der Meininger Stadtrat erklärte daraufhin Meiningen zur „Stadt des Friedens“. Die Stadt verlor Anfang der 1990er Jahre durch die Auflösung zahlreicher Betriebe wie Spielzeug-Elektrik, Ruhla-Uhren und Welton sowie starken Arbeitsplatzabbau im Reichsbahnausbesserungswerk, im Robotron Meiningen und anderen Firmen tausende Industriearbeitsplätze.
Mit der Schaffung des rund 100 Hektar großen Gewerbegebiets Dreißigacker 1991 legte die Stadt die Grundlage für eine Erholung der Wirtschaft, wo bis 2012 mehr als 3000 neue Arbeitsplätze entstanden sind. In den 1990er Jahren wurde Meiningen wieder eine bedeutende Kunst- und Kulturstadt, die sie bereits bis in die 1950er Jahre war. Seit 1991 gibt es einen Freundschaftsvertrag mit Obertshausen in Hessen, der 2007 in eine feste Städtepartnerschaft umgewandelt wurde. Anfang der 1990er Jahre etablierte das Land Thüringen in der Drachenbergkaserne das Bildungszentrum und die Fachhochschule der Thüringer Polizei. Bei der 1994 erfolgten Gebietsreform in Thüringen behielt Meiningen den Status einer Kreisstadt im neugebildeten Landkreis Schmalkalden-Meiningen. Bundeskanzler Helmut Kohl besuchte im August 1994 die Stadt, er übernachtete im Hotel Sächsischer Hof.
Seit Mitte der 1990er Jahre erfuhr die Stadt einen städtebaulichen Aufschwung. Es entstanden neue Großbauten wie das Klinikum Meiningen (1995), die architektonisch prämierte Multihalle (1998), das ebenfalls prämierte Justizzentrum und die Bundesbankfiliale (beide 2000) sowie große Wohnanlagen. Historische Bauwerke und ganze Straßenzüge, in der DDR dem Verfall preisgegeben, wurden unter privater Hand restauriert. Neue Wohngebiete gründete man im Osten der Stadt und in Dreißigacker. Mit dem Bau der Bundesautobahn 71 (A71) erhielt die Stadt im Jahr 2003 einen direkten Anschluss an das deutsche Autobahnnetz. Im Oktober 2005 war Meiningen Gastgeber für die Landesfesttage Thüringentag. Neue Städtepartnerschaften wurden 2006 mit Bussy-Saint-Georges bei Paris in Frankreich und 2007 mit Obertshausen (Hessen) geschlossen. Mit der Eröffnung der Neuen Kammerspiele im Juni 2008 schuf sich die Stadt eine weitere Theaterspielstätte und unterstreicht damit ihre überregionale Bedeutung als Kulturstadt.

## Seit 2010

Hotel Sächsischer Hof, Amtssitz des Bundespräsidenten Steinmeier vom 17. bis 19. Oktober 2023

Im beiderseitigen Einvernehmen wurde am 1. Dezember 2010 der westlich gelegene Ort Herpf eingemeindet und das Stadtgebiet vergrößerte sich damit um rund 18 km². 2010/2011 fand eine Generalsanierung des Meininger Theaters statt, wobei unter anderem das Bühnenhaus vergrößert und auf dem modernsten Stand der Bühnentechnik gebracht wurde. Am 30. Juni 2011 hatte Meiningen laut Thüringer Landesamt für Statistik 21.527 Einwohner. 2012/13 ließ die Stadt das „Industriegebiet Rohrer Berg“ nahe der Autobahn-Anschlussstelle Meiningen-Nord errichten, um Platz für gefragte Neuansiedlungen zu schaffen, da das „Gewerbegebiet Dreißigacker“ mittlerweile voll belegt war. Im April 2012 besuchte Bundeskanzlerin Angela Merkel mit einer Wahlveranstaltung auf dem Marktplatz die Stadt. Seit dem 4. Mai 2012 besteht eine weitere Städtepartnerschaft mit der gleichnamigen Gemeinde Meiningen (Vorarlberg) in Österreich. 2014 konnte das Dampflokwerk sein 100-jähriges und die Feuerwehr ihr 150-jähriges Bestehen feiern. Der seit den 1990er Jahren leerstehende denkmalgeschützte Große Volkshaussaal wurde ab 2016 saniert und 2018 wiedereröffnet. Die in Folge des Zweiten Weltkrieges zerstörte Westseite des Marktplatzes konnte 2017 mit einem neuen Wohn- und Geschäftshaus wieder geschlossen und die städtebauliche Einheit wieder hergestellt werden.
2018 schloss die Stadt mit den Nachbargemeinden Walldorf, Wallbach, Henneberg und Stepfershausen auf freiwilliger Basis Verträge zu deren Eingliederung in die Stadt Meiningen, die am 1. Januar 2019 sowie am 31. Dezember 2019 (Stepfershausen) vollzogen wurde. Um den wieder wachsenden Bedarf an geeigneten Wohnraum in der Stadt zu decken, entstehen seit 2018 an mehreren Standorten hunderte neue Wohnungen in neuerbauten Mehrfamilienhäusern sowie in leerstehenden Bestandsbauten, die zuvor oft eine andere Nutzung hatten. Am 5. September 2022 beschloss der Gemeinderat des Nachbarortes Sülzfeld die Eingliederung in die Stadt Meiningen, die Vertragsunterzeichnung fand am 10. Oktober 2022 statt. Die Eingemeindung von Sülzfeld erfolgte am 1. Januar 2014.
Am 31. Dezember 2022 hatte Meiningen 25.177 Einwohner mit Hauptwohnsitz.
Vom 17. bis 19. Oktober 2023 verlegte der Bundespräsident Frank-Walter Steinmeier im Rahmen seines Programms „Ortszeit Deutschland“ seinen Amtssitz für drei Tage nach Meiningen. Er logierte im Hotel Sächsischer Hof, wo sich in einer Suite auch sein Arbeitszimmer befand. Er besuchte unter anderem das Staatstheater Meiningen, das Bildungszentrum der Thüringer Polizei, das ehemalige Landtagsgebäude als „Ort der Demokratiegeschichte“, die Gedenkstele „Friedliche Revolution 1989“ an der Stadtkirche, die Hochtechnologiefirma Adtran Optical Networking und das Dampflokwerk, die Kirchenburg Walldorf und das 3. Stadtgespräch im Volkshaus. Des Weiteren führte er zahlreiche spontane und offene Gespräche mit Bürgern auf der Straße und in den Geschäften im Stadtzentrum. Am 19. Oktober 2023 nahm er im Schloss Elisabethenburg eine Ordensverleihung mit dem Bundesverdienstkreuz an engagierte Thüringer Bürgerinnen und Bürger vor.